# Shanzidou
Le Shanzidou est un sommet de Chine situé dans le Yunnan, au nord de la ville de Lijiang. Avec 5 596 mètres d'altitude, il est le point culminant du Yulong Xue Shan.

## Histoire
Il n'a été gravi qu'à une seule reprise le 8 mai 1987 par une expédition américaine,.